# Nowy Probark
Nowy Probark (en Allemand Neu Proberg) est un village de Pologne, située dans le gmina (commune) de Mrągowo, dans le powiat (district) de Mrągowo, dans la voïvodie (région administrative) de Varmie-Mazurie. Elle se trouve à environ 7 kilomètres au sud-est de Mrągowo et 58 kilomètres à l'est de la capitale de la région administrative Olsztyn.
Nowy Probark quitte l'Allemagne pour rejoindre la Pologne en 1945.

## Source
- (en) Cet article est partiellement ou en totalité issu de l’article de Wikipédia en anglais intitulé « Nowy Probark » (voir la liste des auteurs).